# Nassella parva
Nassella parva är en gräsart som beskrevs av Maria Amelia Torres. Nassella parva ingår i släktet nassellor, och familjen gräs. Inga underarter finns listade i Catalogue of Life.